# Knotentragende Tritonschnecke
Die Knotentragende Tritonschnecke oder das Knotentragende Tritonshorn (Charonia lampas) ist eine Schnecke aus der Familie der Tritonschnecken (Gattung Charonia), die sich von Stachelhäutern ernährt. Sie lebt im Atlantik und Mittelmeer und gehört zu den größten heute lebenden Schnecken.

## Merkmale
Das kegelförmige Schneckenhaus von Charonia lampas, das bei ausgewachsenen Schnecken etwa 33 cm, bisweilen 40 cm, in Insellagen nur 20 cm Länge erreicht, hat ein mäßig hohes, spitzes Gewinde, dessen 8 bis 9 konvexe Umgänge mit spiralig verlaufenden Gürteln und meist mit Reihen von Knoten versehen sind. Der Körperumgang ist breit und nimmt etwa zwei Drittel der Gesamthöhe ein. Die Gehäusespitze ist außer bei ganz jungen Tieren in der Regel abgenutzt. Die groß eiförmige Öffnung hat einen ausgeprägten Mundsaum. Die äußere Lippe ist flammig und bei der Kante verdickt mit inneren Zähnchen. Die nach unten runzelige Spindel hat 2 bis 3 hervorstehende Falten, deren erhabene Kante über den Siphonalkanal reichen kann.
Die Oberfläche des Hauses ist weiß und rotbraun gewölkt bzw. zackig herablaufend geflammt mit spiralig verlaufenden Bändern heller Flecken an den Knoten und dunkelbraun dazwischen, daneben mit mittelbraunen Bändern. Der Mundsaum ist weiß mit dunkelbraunen Zähnchen auf der Außenlippe und bräunlicher bis rötlicher Färbung an der Kante der Runzel der Spindel.
Das Tier ist bräunlich rot oder lebhaft orange mit dichten dunkleren Flecken. Die Fühler haben zwei schwarze Ringel.
Das Operculum der Knotentragenden Tritonschnecke ist schmal eiförmig und hat auf der Unterseite einen glänzend glatten braunen Wulst.

## Verbreitung
Die Knotentragende Tritonschnecke tritt östlichen Atlantik vom Ärmelkanal bis Marokko und vereinzelt vor Angola, den Kanarischen Inseln, Madeira und den Azoren, im westlichen Atlantik an der Küste Brasiliens, an einigen Tiefseebergen und im Westteil des Mittelmeers auf. Außerdem gibt es isolierte Populationen, evtl. Unterarten, im Pazifischen Ozean um Australien, Taiwan und Japan. Im östlichen Mittelmeer und Teilen des Atlantiks tritt an ihre Stelle die Atlantische Tritonschnecke (Charonia variegata).

## Lebensraum
Charonia lampas lebt unterhalb der Gezeitenzone in Tiefen von 8 bis 50 Metern, auch auf Korallenriffen und Tiefseebergen.

## Lebenszyklus
Wie andere Tritonschnecken sind Knotentragende Tritonschnecken getrenntgeschlechtlich. Die Veliger-Larven machen bis zur Metamorphose zur fertigen Schnecke eine mehrmonatige pelagische Phase als Zooplankton durch.

## Ernährung
Die nachtaktive Charonia lampas ernährt sich von Stachelhäutern, insbesondere von Seesternen. Mit dem sauren Speichel der Schnecke werden die Beutetiere gelähmt und ihr Kalkskelett aufgeweicht.

## Gefährdung
Wegen des imposanten Gehäuses wird die Knotentragende Tritonschnecke gesammelt, so dass der Mensch als ein Hauptfeind gelten kann. Die Populationen im Mittelmeer sind nach der Bundesartenschutzverordnung (Anlage 1) und Berner Konvention geschützt. Bezogen auf die weltweite Gefährdung wird sie allerdings nicht in der Roten Liste aufgeführt.

## Archäologischer Fund

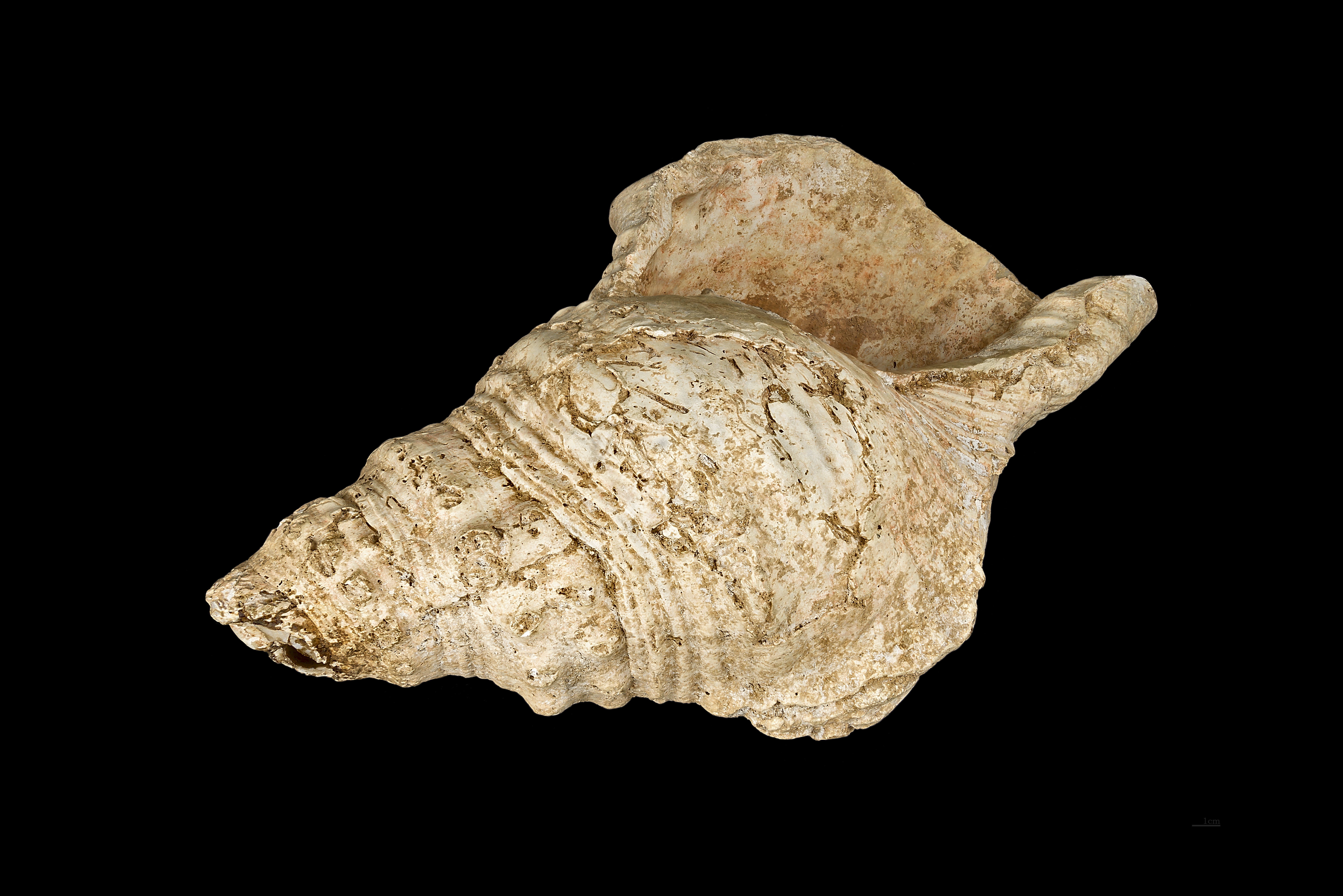
Schneckenhaus von Charonia lampas aus der Höhle von Marsoulas

Im Jahr 1931 wurde in der Höhle von Marsoulas am Fuß der französischen Pyrenäen, in der 1897 rund 18.000 Jahre alte Felsbilder entdeckt worden waren, das Schneckenhaus einer recht großen Knotentragenden Tritonschnecke geborgen, dem jedoch erst Jahrzehnte später wissenschaftliche Aufmerksamkeit zuteilwurde. In einer Anfang 2021 publizierten Studie wurde das Schneckenhaus als „Musikinstrument“ interpretiert, das ähnlich alt sei wie die Felsbilder und somit das älteste Schneckenhorn. Die französischen Archäologen stützten diese Interpretation auf mehrere, ihrer Auffassung nach willkürlich angebrachte Modifikationen: So sei u. a. die besonders harte Spitze zweifelsfrei durch mehrere Schläge gezielt entfernt und die natürliche Öffnung durch Abschläge erweitert worden. Zudem weise das Schneckenhaus Spuren von rotem Ocker auf.

## Belege
1. 1 2 3 4  World Register of Marine Species, World Marine Mollusca database: Charonia lampas (Linnaeus, 1758)
2. ↑  C. Brüggemann (1838): Die Naturgeschichte in getreuen Abbildungen und mit ausführlicher Beschreibung derselben. Verlag von Eduard Eisenach, Leipzig 1838. Die Weichthiere. S. 73 f. Das knotentragende Tritonshorn. Murex Tritonium nodiferus.
3. 1 2  Bild: Triton (Charonia lampas) preying on Starfish (Certonardoa semiregularis), Japan (Memento vom 16. Januar 2013 im Webarchiv archive.today)
4. ↑  Bild: Charonia lampas lampas (Linnaeus, 1758), Fundación Luz-Teno, Tenerife
5. ↑  Sealifebase: Charonia lampas (Linnaeus, 1758)
6. ↑  J. H. Laxton: Feeding in some Australasian Cymatiidae (Gastropoda: Prosobranchia). In: Zool. J. Linn. Soc. 50, 1971, S. 1–9, doi:10.1111/j.1096-3642.1971.tb00748.x.
7. ↑  In Anlage 1 (zu § 1) der Bundesartenschutzverordnung wird die Knotentragende Tritonschnecke unter dem Namen Charonia rubicunda aufgeführt, der jedoch laut WoRMS ein Synonym für Charonia lampas ist.
8. ↑  Fischhaus Zepkow: Familie Ranellidae - Tritonschnecken
9. ↑  Carole Fritz et al.: First record of the sound produced by the oldest Upper Paleolithic seashell horn. In: Science Advances. Band 7, Nr. 7, eabe9510, doi:10.1126/sciadv.abe9510. 
 18.000 Jahre altes Schneckenhaus soll Klänge erzeugt haben. Auf: wissenschaft.de vom 11. Februar 2021.